# Microtendipes tsukubaensis
Microtendipes tsukubaensis är en tvåvingeart som beskrevs av Sasa 1979. Microtendipes tsukubaensis ingår i släktet Microtendipes och familjen fjädermyggor. Inga underarter finns listade i Catalogue of Life.